# إكسورا روجاس باز
إكسورا روجاس باز (24 يونيو 1955 - 19 يونيو 2016) محامية وسياسية من فنزويلا. مثلت زوليا في الكونغرس الوطني لفنزويلا وشغلت منصب رئيس مجلس النواب من 1998 إلى 1999.
انخرطت في السياسة لأول مرة في سن الثالثة عشرة بينما كانت تدرس في ليسيو بارالت في ماراكايبو. انتقلت إلى منطقة العاصمة بفنزويلا حيث تزوجت في سن الرابعة عشرة.
عملت كقائدة لحزب العمل الديمقراطي في ولاية زوليا وسكرتيرة للمكتب الوطني للمرأة لما يسمى بـ «ليلا بلانكا».
في عام 2008 أصبحت زعيمة «جمعية أمريكا اللاتينية للمرأة الديمقراطية الاجتماعية». كما قدمت نفسها كمرشحة مستقلة لمنصب حاكم زوليا. شغلت منصب نائبة رئيس منظمة النساء الاشتراكية الدولية.
توفيت بسبب السرطان في مستشفى دي كلينيكاس كاراكاس في كاراكاس عن عمر يناهز 60 عامًا.